# De Knock-Out Show
De Knock-Out Show was een Nederlands televisieprogramma dat in de zomers van 1984 en 1985 door de VARA werd uitgezonden.
Het was, naar Japans model, een spelprogramma en werd gepresenteerd door Harry Vermeegen op locatie vanuit de Beekse Bergen in Hilvarenbeek. De regie was in handen van Rinus Spoor.
Bijzonder was het aantal kandidaten dat duizend bedroeg. Het programma toonde gelijkenissen met Ren je Rot.
In de eerste en tweede ronde stelde Harry Vermeegen aan de duizend kandidaten vragen die soms verstandelijk, soms door te gokken, te beantwoorden waren, waarbij hij steeds de keuze gaf tussen twee mogelijke antwoorden. De kandidaten die het ene antwoord dachten moesten links gaan staan en de kandidaten die het andere antwoord dachten rechts. De kandidaten die het fout hadden vielen af. Dit ging zo door in de tweede ronde, net zo lang totdat men acht kandidaten overhad.
In de derde ronde speelden de overgebleven kandidaten tegen elkaar, nummer 1 tegen 8, nummer 2 tegen 7 enzovoort, totdat er uiteindelijk één overbleef. De winnaar kon bij een wereldbol zijn of haar droomreis bepalen en met zijn of haar partner op reis gaan.